# Maurice Bidaux
Maurice Bidaux est un écrivain français né le 23 août 1908 à Villars-le-Sec, mort le 10 octobre 2000 à Villars-le-Sec.
Études à l'Institution Sainte-Marie à Belfort puis au Lycée jusqu'au niveau de la terminale, puis entrée dans le monde du travail. Au décès de son père, il reprend la ferme familiale à Villars-le-Sec.
Mobilisé en 1939, il prend part à la bataille de Dunkerque. Rentré au pays, il entre dans la Résistance et fait partie d'un réseau de passeurs.
Parallèlement à son travail à la ferme, il écrit une quinzaine d'ouvrages où il décrit la vie laborieuse des paysans d'autrefois et défend les valeurs rurales : Crève paysan, La fin des culs terreux, Odyssée paysanne, Contes et secrets de l'alambic, Traditions paysannes, etc. Son œuvre est couronnée par le prix Sully Olivier de Serres.

## Biographie
Né le 23 août 1908, dans la ferme familiale, il est cadet d'une famille de quatre enfants dont le père Louis-Alexis est aussi le maire du village de 1893 à 1937. Après sa scolarité primaire, doué et attiré par les études, Maurice les poursuit au lycée Sainte-Marie de Belfort. Au niveau de la terminale, il doit toutefois abandonner cette voie culturelle pour un retour vers les chemins des champs. Maurice redécouvre sa passion paysanne. Au décès du père, il prend les rênes de la ferme. Il partage alors les lourdes tâches avec Marcelle née Veluzat, qu'il a épousée le 25 janvier 1935. Le premier enfant, Jean-Louis, vient au monde alors que Maurice était mobilisé au 188 RA de Belfort pour défendre les couleurs de la France. Hélas, le bébé décède à 10 mois. Maurice accomplit son devoir de citoyen et participe avec son régiment aux campagnes d'Alsace, de la Marne et de Belgique.
Pendant l'occupation, il se fait passeur et fait partie d'un réseau de résistance. Ses faits d'armes lui ont valu, entre autres, la Croix du combattant et a été fait chevalier de l'ordre national du Mérite. Dès son retour, il renoue avec les travaux des champs, l'élevage de bovins et de chevaux comtois, tandis que la famille s'agrandit avec les naissances de Jean-Marie, en 1941 ; Marc en 1942 ; Marie-José en 44 ; Alain en 46 et Jacques en 51, qui lui ont donné le bonheur d'être sept fois grand-père et une fois arrière-grand-père.
Parallèlement à son activité agricole, Maurice se découvre une âme d'écrivain. Il a su, dans l'écriture d'une quinzaine d'ouvrages, tous plus truculents les uns que les autres, décrire cette vie de labeur qu'il a tant aimée. De « Crève paysan » paru en 1973, où il parle des dures conditions de la paysannerie à « La fin des culs terreux » ou « Odyssée paysanne » en 1975, en passant par « Contes et secrets autour de l'alambic » en 1980, Maurice a magistralement décrit cette vie si difficile.